# 마스트헤드

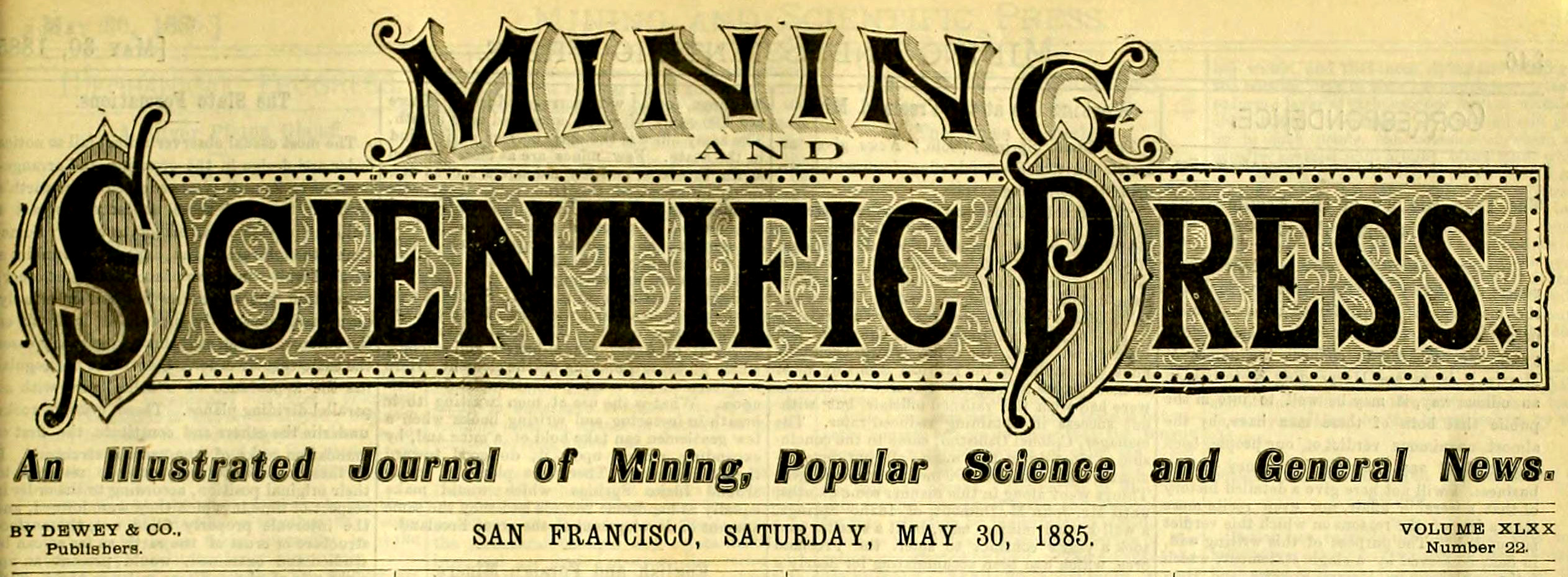
캘리포니아주 샌프란시스코에서 발행된 옛 광산 및 기타 과학 신문인 《광업 및 과학 신문》(Mining and Scientific Press)의 마스트헤드

학생 신문인 The Rensselaer Polytechnic의 마스트헤드

"The"와 "Times" 사이에 영국 왕실 문장이 들어간 《타임스》의 마스트헤드

마스트헤드(영국식, 영어: Masthead) 또는 네임플레이트(미국식, 영어: Nameplate)는 신문이나 정기간행물의 표지나 1면에 디자인되어 표시되는 간행물의 이름 및 제목이다. 출판 업계에서는 흔히 '깃발'이라고 지칭하기도 한다. 일반적으로 마스트헤드는 특정 글꼴과 색상을 활용한 출판물 브랜딩의 일부로 보며 이름 외에도 딩뱃, 부제, 모토 등 다른 세부 정보가 포함되기도 한다. 이러한 예로, 런던 《타임스》의 마스트헤드에는 "The"와 "Times"라는 단어 사이에 영국 왕실 문장이 들어가 있다. 스코틀랜드 《데일리 레코드》의 머스트헤드에는 "Daily"라는 단어 오른쪽에 장식용 사자가 들어가 있다.